# Anna Glazkova
Anna Glazkova (belarusiska: Ганна Леанідаўна Глазкова: Hanna Leanidaüna Glazkova), född den 28 juli 1981 i Salihorsk i Vitryska SSR i Sovjetunionen (nu Belarus), är en belarusisk före detta gymnast (rytmisk gymnastik).
Hon tog OS-silver i rytmisk gymnastik för trupper i samband med de olympiska gymnastiktävlingarna 2000 i Sydney.